# Cheval de Troie (roman)
Pour les articles homonymes, voir Cheval de Troie.
Cheval de Troie (titre original : Rogue Protocol) est un roman court de science-fiction de l'écrivain américain Martha Wells, paru en 2018 puis traduit en français et publié en 2019. Il est le troisième livre de la série Journal d'un AssaSynth.

## Résumé
AssaSynth, une SecUnit renégate, s'est embarquée sur un vaisseau autopiloté et sans équipage, au milieu d'autres passagers, se faisant passer pour un spécialiste en sécurité. Sa destination est HaveRatton, une station de correspondance vers une planète nommée Milu, en dehors de la Bordure corporatiste. L'entreprise GrayCris y a installé une usine de terraformation en orbite autour de la planète, usine qu'elle a abandonnée depuis. Le docteur Mensah a lancé un recours collectif visant à enquêter sur cette situation. Par amitié envers cette dernière, AssaSynth, qui pense que la terraformation de Milu n'a peut-être servi qu'à camoufler une autre opération d'extraction d'artefacts aliens ou de xéno-éléments, veut se rendre sur place pour récupérer des informations.
Une fois arrivé à HaveRatton, AssaSynth prend place dans un vaisseau ravitailleur vers la station de transit de Milu. Les seuls autres passagers sont deux humaines augmentées, Wilken et Gerth, consultantes en sécurité, recrutées par un groupe d'experts sous contrat avec GoodNightLander Independent. L'entreprise a revendiqué l'usine de GrayCris, en état d'abandon manifeste, et a installé un émetteur de rayon tracteur qui en garantit l'intégrité structurelle. Le groupe d’experts a pour mission de réaliser un état des lieux sur place.
N'ayant pas de moyen de se rendre sur l'usine de terraformation, AssaSynth piste les deux femmes dans l'espoir d'en trouver un. Wilken et Gerth rencontrent Don Abene et Hirune, deux femmes scientifiques accompagnées d'un bot humanoïde prénommé Miki que Don Abene présente comme son assistant. AssaSynth apprend qu'une expédition est prévue le jour même sur la plateforme de terraformation, comprenant outre Abene, Hirune, Wilken et Gerth, deux autres scientifiques, Brais et Ejiro, ainsi que deux pilotes, Kader et Vibol. Afin de pourvoir utiliser leur navette tout en gardant sa présence secrète, AssaSynth se lie d'amitié avec Miki.
L'expédition se rend sur la plateforme de terraformation. Une fois sur place, AssaSynth laisse d'abord partir les quatre scientifiques accompagnés de leurs deux gardes du corps, puis il quitte la navette à son tour. Alors qu'il termine de transférer des données depuis des machines excavatrices, AssaSynth est contacté par Miki car une présence approche de leur expédition. AssaSynth se rue vers les humains, parvenant juste à temps à les rejoindre et ainsi empêchant Abene d'être emportée par un bot de combat hostile. Ce faisant, il se révèle aux humains, mais grâce à la bonne volonté de Miki, il réussit à se faire passer pour une SecUnit en contrat avec un consultant en sécurité nommé Rin envoyé par GoodNightLander Independent. Le groupe se rend alors compte qu'Ejiro a été blessé et qu'Hirune a été enlevée. Le groupe se sépare alors en deux : Gerth est chargée de ramener Ejiro et Brais à la navette tandis que Wilken conduit Abene, Miki et AssaSynth à la recherche d'Hirune.
Conscient des limitations des humains augmentés, AssaSynth conçoit son propre plan de sauvetage. Il parvient à prendre le contrôle d'une trentaine de drones, qui lui sont d'un grand secours quand il rencontre les deux bots de combat auprès desquels se trouve Hirune, blessée. Il les envoie attaquer les deux bots et bloquer le système d'ouverture du module dans lequel ils se trouvent juste avant de s'en échapper en compagnie d'Hirune, espérant les bloquer ainsi un certain temps. AssaSynth et Hirune rejoignent les autres juste à temps pour voir Wilken mettre en joue Abene. AssaSynth parvient à trouver un code d'immobilisation de l'armure de combat de Wilken, sauvant ainsi Abene d'une mort certaine. AssaSynth pense que Wilken et Gerth ont été secrètement engagées par GrayCris pour détruire la plateforme de terraformation avant que quiconque ne puisse découvrir les activités minières illégales qui s'y sont déroulées. Il découvre qu'elles ont envoyé un signal chiffré à un troisième bot de combat afin qu'il rejoigne dans l'espace puis détruise l'émetteur de rayon tracteur qui maintient la plateforme de terraformation en place. Sans lui, la plateforme s'effondrera sur Milu.
AssaSinth accompagne Abene, Hirune et Miki pour un retour vers la navette, avec l'espoir d'en faire sortir Gerth pour qu'elle ne prenne pas le reste des passagers en otage. Une intervention d'Abene y parvient et AssaSynth immobilise alors l'armure de combat de Gerth en utilisant la même technique qu'avec celle de Wilken. Tous réintègrent alors la navette, juste avant l'arrivée des deux bots de combats. L'un des deux s'accroche à la navette au moment où elle décolle. Ils parviennent ensuite à neutraliser le bot de combat envoyé pour détruire l'émetteur de rayon tracteur. Mais le bot accroché à la navette parvient à se frayer un chemin à l'intérieur et AssaSynth l'affronte, Miki se sacrifiant pour qu'il parvienne à le détruire. AssaSynth utilise ensuite une combinaison d'activité extravéhiculaire pour s'échapper de la navette et rejoindre le vaisseau avec lequel il est arrivé sur la station de transit. En chemin vers HaveRatton, il découvre dans le sac de Wilken et Gerth qu'il a récupéré plusieurs puces d’identification et une carte mémoire. Après avoir examiné leur contenu, il décide de rejoindre le docteur Mensah afin de lui remettre personnellement ce qu'il a découvert.

## Éditions
- Rogue Protocol, Tor, 7 août 2018, 158 p.  (ISBN 978-1-250-19178-6)
- Cheval de Troie, L'Atalante, coll. « La Dentelle du cygne », 22 août 2019, trad. Mathilde Montier, 128 p.  (ISBN 979-10-360-0011-9)